# Chris Björin
Christer "Chris" Björin, född 1947, är en svensk professionell pokerspelare, bosatt i England. Han har vunnit två turneringar i World Series of Poker. Hans totala vinster i turneringspoker överstiger $5,0 miljoner. Vilket ger honom en 3:e plats på inspelade pengar-listan i Sverige. Han har hittills nått finalbordet i tre turneringar under World Series of Poker 2007. Han har vunnit prispengar i 54 WSOP-turneringar, vilket gör honom till en av de 10 spelare som kommit "in the money" flest gånger under WSOP:s historia.

## WSOP-armband
| År   | Turnering               | Pris (US$) |
| ---- | ----------------------- | ---------- |
| 1997 | $1,500 Pot Limit Omaha  | $169,200   |
| 2000 | $3,000 No Limit Hold'em | $334,110   |